# Žilinská městská kniha
Žilinská městská kniha nebo žilinská kniha z let 1378 – 1561 je jazyková a právní památka Slovenska.
Kniha se dělí na tři části:
- Text magdeburského městského práva z roku 1378.
- Překlad tohoto textu do slovakizované češtiny z roku 1473.
- 117 různých záznamů z let 1380 – 1561 v latině, němčině a (od roku 1451) i ve slovakizované češtině. Záznamy ve slovakizované češtině obsahují mnoho prvků soudobého slovenského nářečí z okolí Žiliny. Záznam z roku 1451 někteří autoři považují za nejstarší zachovaný „knižní zápis“ v slovenštině.

Kniha, která obsahuje 149 popsaných listů, je rukopisných památkou vázanou v kožené vazbě z 15. století. V roce 1988 byla prohlášena za slovenskou národní kulturní památku.